# Strige

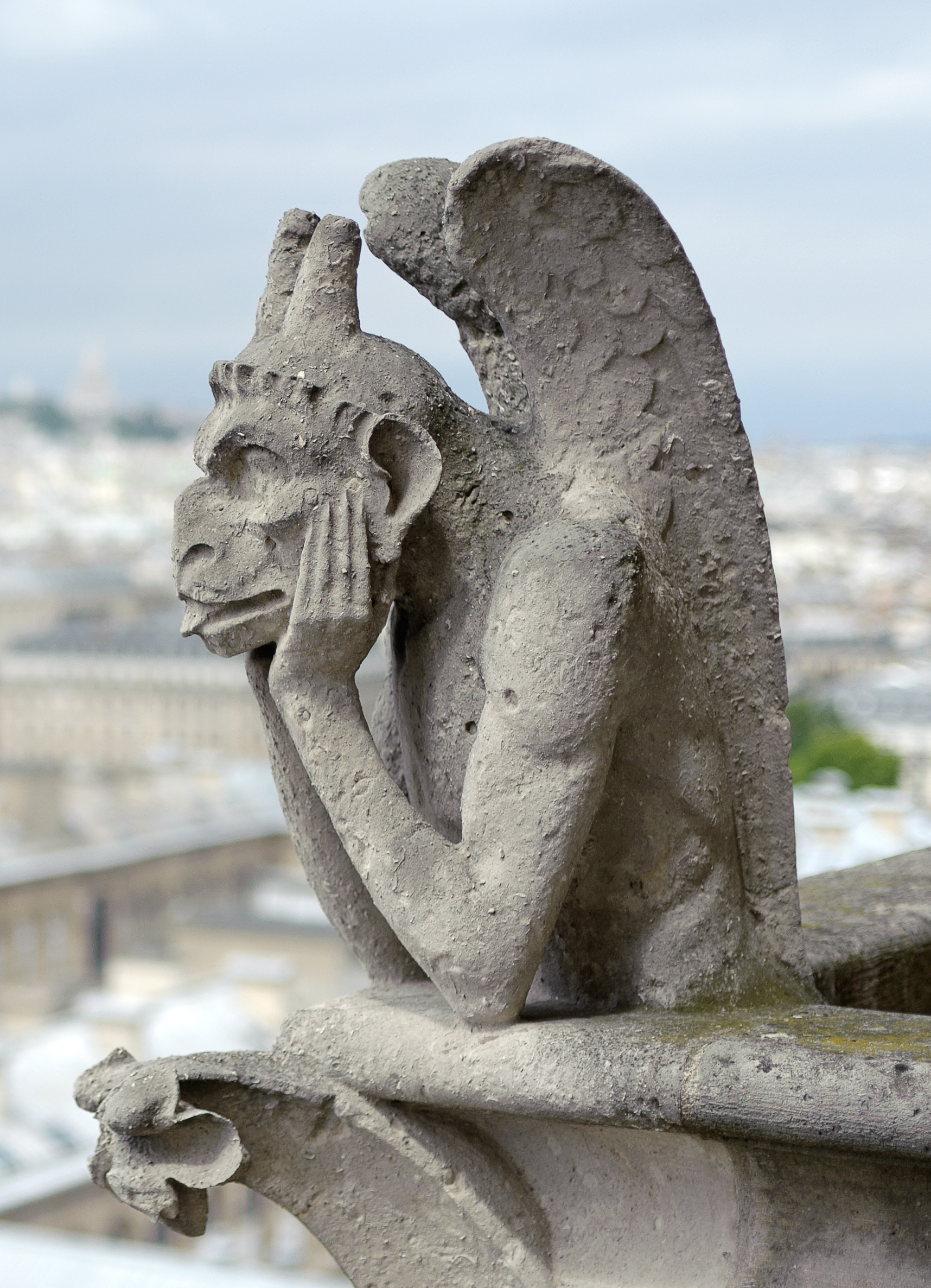
Raffigurazione ottocentesca della strige, dalla galleria delle chimere della facciata occidentale della cattedrale di Notre-Dame a Parigi.

La strige (anche mormos, in latino strix), nelle leggende dell'antica Roma, era un uccello notturno di cattivo auspicio che si nutriva di sangue e carne umana come oggi addebitato al vampiro. A differenza del vampiro, però, non era ritenuto un cadavere rianimato ma un prodotto di una metamorfosi. Il nome, in greco significa "gufo" (στρίξ, con il tema τρίζω che significa "stridere"), con il quale viene spesso confusa. Il nome stesso della famiglia (Strigidae) proviene da questo uccello, come anche il nome scientifico dell'allocco (Strix). Il latino "strix" o "striga" derivano dal termine greco (conservazione del tema "stridere"). Ha dato vita al nome italiano "strega", il rumeno strigoi e all'albanese shtriga. In lingua sarda rimane invece ad indicare un barbagianni o una civetta il termine "istriga", considerato un uccello il cui canto "presagisce danno".

## Descrizione
Trattandosi di uccelli hanno un becco, il quale è lungo e dorato, simile a quello del Colibrì, e lo usano per succhiare il sangue dei bambini, loro preda preferita. Di uccello conservano anche le ali, solitamente con piume rosso porpora, ma al contrario di questi hanno quattro artigli (su un totale, quindi, di sei arti) a zampa , nere come il carbone. Hanno occhi gialli e rotondi, senza pupilla.

## Storie della classicità
La più antica storia registrata relativa alla strige si trovava nella perduta Ornithogonia dell'autore greco Boeus, che però è stata parzialmente salvata nelle Metamorfosi di Antonino Liberale. Qui si narra la storia di Polifonte e dei suoi due figli Agrios e Oreios. Costoro, puniti per atti di cannibalismo, come Licaone, vennero trasformati. Polifonte e i figli divennero strigi, un uccello da preda "che grida nella notte, senza cibo o bevanda, con la testa in giù e le estremità inferiori in alto, portatore agli uomini di guerre e conflitti civili".
La prima citazione in lingua latina si trova in Pseudolus,  di Plauto, risalente al 191 a.C. Qui un cuoco, descrivendo una cucina dei suoi sottoposti, compara le loro azioni a quelle di strigi che smembrano una vittima dissanguata.
Petronio Arbitro nel Satyricon propone una storia narrata da Trimalchione: alla morte del figlio del suo padrone giungono con strida le "strigae". Una di esse viene uccisa con un gladio da uno schiavo lì presente di Cappadocia, il quale prima di perforarla si copre la mano che impugna la spada con un mantello, in modo da evitare di entrare in contatto diretto con l'essere. La striga evidentemente lo tocca ugualmente, perché diviene paonazzo e muore pochi giorni dopo. Successivamente i personaggi scoprono che le strigae han sostituito il cadavere del giovane con un manichino (manuciolum). Petronio definisce gli esseri anche come "mulieres", che potrebbe identificare donne che effettuano metamorfosi.
Orazio, negli Epòdi assegna alla strige alcune proprietà magiche: le sue piume sono un ingrediente per una pozione amorosa.
Lucio Anneo Seneca, nel suo Hercules furens asserisce che nel Tartaro "risuona il tristo presagio dell'infausta strige".
Ovidio descrive le strigi come esseri con "grande capo, occhi sporgenti, becchi adatti al ratto, penne grigie, artigli uncinati", che "volano di notte, attaccano i bambini privi di badanti e distruggono i corpi rapiti dalle loro culle. [...] Lacerano le viscere dei lattanti con i loro becchi ed hanno la gola piena del sangue bevuto". Ovidio non sa se siano nati uccelli o siano anziane trasformate in volatili tramite magia. La Dea Carna protegge la casa dalle strigi.
Silio Italico, nei suoi Punica – come prima Virgilio con Enea nell'Eneide e prima ancora Omero con Ulisse nell'Odissea – fa discendere agli Inferi Publio Cornelio Scipione per incontrare le anime e ottenere informazioni sulla guerra in corso. Silio Italico descrive gli Inferi e ne pone "a destra" un funereo albero di tasso su cui dimorano gufi, avvoltoi, arpie e "la strige le cui ali sono macchiate di sangue".
Anche se abbondavano le descrizioni, il concetto di strige rimaneva comunque molto vago. Il naturalista Plinio il Vecchio nella sua Naturalis Historia, confessa di conoscerle poco. Ricorda che il loro nome viene usato come una imprecazione o una maledizione ma al di là di ciò, può solo riportare che le dicerie sul modo di nutrire i loro piccoli dovevano essere false, visto che nessun uccello, a parte il pipistrello, allatta la prole. Nel mondo antico il pipistrello era comunemente classificato come uccello. Solo Aristotele lo considerava a metà fra un uccello e un animale terrestre.
Quinto Sereno Sammonico dedica un intero capitolo (cap. LVIII) della sua opera ai rimedi per gli attacchi delle strige, citando in gran parte l'opera di Ovidio.

## Medioevo
La leggenda della strige sopravvive nel Medioevo, epoca nel quale si pensava che le strigi fossero solo donne (da qui la connotazione femminile del termine) e che si originassero quando una madre incinta di una figlia femmina moriva durante la gravidanza. Il feto invece di morire si nutriva del corpo della madre stessa.
Come viene riportato nella Etimologia di Isidoro da Siviglia nel basso medioevo la parola strige divenne anche un sinonimo di strega strigoáică rumena e shtriga albanese.
Una legge francese risalente al IV secolo e attribuita ad un antenato del re Clodoveo I prescrive:
"se qualcuno dice ad alta voce di una donna che è una strige (stryge) o una prostituta sarà condannato ad una ammenda di 2.500 denari...Se una strige ha divorato un uomo [...] sarà condannata a pagare 8.000 denari"
Molto probabilmente però, in questo caso il termine stryge diventa un sinonimo peggiorativo di "strega", come questo appellativo si stava evolvendo nelle lingue romanze.
Carlo Magno, re cristiano che non credeva agli spiriti malefici, condannò a morte, nei suoi capitolari, i Sassoni che avevano bruciato (per loro unico rimedio contro le strigi) alcuni uomini e donne accusati di esserlo inventati.

## Oggi
- In tempi più recenti la Strige è diventata un mostro popolare nella serie Dungeons & Dragons. Nel gioco prende la forma di un mostro con molte gambe che succhia il sangue delle sue vittime attraverso un becco a forma di tubo.
- Nei libri di Andrzej Sapkowski la strige è una creatura che nasce in seguito a una maledizione scagliata su qualcuno tramite un rituale magico. La vittima della maledizione si trasforma in un mostro assassino che dorme nelle tombe e si risveglia di notte per dare la caccia agli esseri umani. Nel videogioco tratto dai romanzi, The Witcher, questo mostro è uno dei punti principali della trama, tanto che il filmato iniziale rappresenta lo scontro tra Geralt di Rivia e una strige.
- Nella storia Disney a fumetti Paperino e la parentesi strigidiforme (I PM 178, testo di Rodolfo Cimino, disegni di Anna Marabelli) apparsa su Paperino Mese n° 384 nel 2012, Paperino si ritrova temporaneamente trasformato in uno strano uccello mitologico notturno chiamato strigide, evidentemente ispirato alla Strige dell'antichità.
- Nella serie TV The Originals (spin-off della serie The Vampire Diaries) la “Strige” è rappresentata come un gruppo di vampiri della discendenza di Elijah Mikaelson (Daniel Gillies), creata appunto da quest’ultimo
- Nella saga Le Sfide Di Apollo, quest'ultimo deve affrontare le strigi nel terzo libro della saga (Il Labirinto di Fuoco)